# Douglas Z. Doty
Douglas Z. Doty (15 de outubro de 1874 – 20 de fevereiro de 1935) foi um roteirista e editor norte-americano. Ele escreveu os roteiros de 63 filmes entre 1920 e 1938. Ele também trabalhou como editor para The Century Company.

## Filmografia selecionada
- Two Kinds of Love (1920)
- Risky Business (1920)
- Beautifully Trimmed (1920)
- The Important Witness (1933)
- Gallant Lady (1933)
- Three on a Honeymoon (1934)
- Always Goodbye (1938)